# Міхаель Штрайтер
Міхаель Штрайтер (нім. Michael Streiter, нар. 19 січня 1966, Галль-ін-Тіроль) — австрійський футболіст, захисник. По завершенні ігрової кар'єри — тренер.
Виступав, зокрема, за клуб «Сваровскі-Тіроль», з яким став дворазовим чемпіоном Австрії, а також національну збірну Австрії, у складі якої був учасником чемпіонату світу 1990 року.

## Клубна кар'єра
У дорослому футболі дебютував 1983 року виступами за команду «Ваккер» (Інсбрук), в якій провів три сезони, взявши участь у 66 матчах чемпіонату. 1986 року від клубу відкололась команда «Сваровскі-Тіроль», де і продовжив виступи Штрайтер, але у 1992 році ліцензію було повернуто «Ваккеру», який, проте, проіснував на професіональному рівні лише рік. На його основі 1993 року виник клуб «Тіроль», де Міхаель провів ще 4 роки. Усього за ці споріднені команди провів 14 сезонів, ставши дворазовим чемпіоном та дворазовим володарем Кубка Австрії.
1997 року Штрайтер перейшов до «Аустрії» (Відень), де провів два сезони, після чого повернувся у «Тіроль», а завершив професіональну ігрову кар'єру у «Ваттенсі» 2001 року.

## Виступи за збірні
Залучався до складу молодіжної збірної Австрії. На молодіжному рівні зіграв у 20 офіційних матчах.
23 серпня 1989 року дебютував в офіційних матчах у складі національної збірної Австрії в товариській грі проти Ісландії (2:1).
У складі збірної був учасником чемпіонату світу 1990 року в Італії, зігравши у всіх 3 іграх — з Італією (0:1), Чехословаччиною (0:1) і США (2:1), а австрійці не змогли вийти з групи.

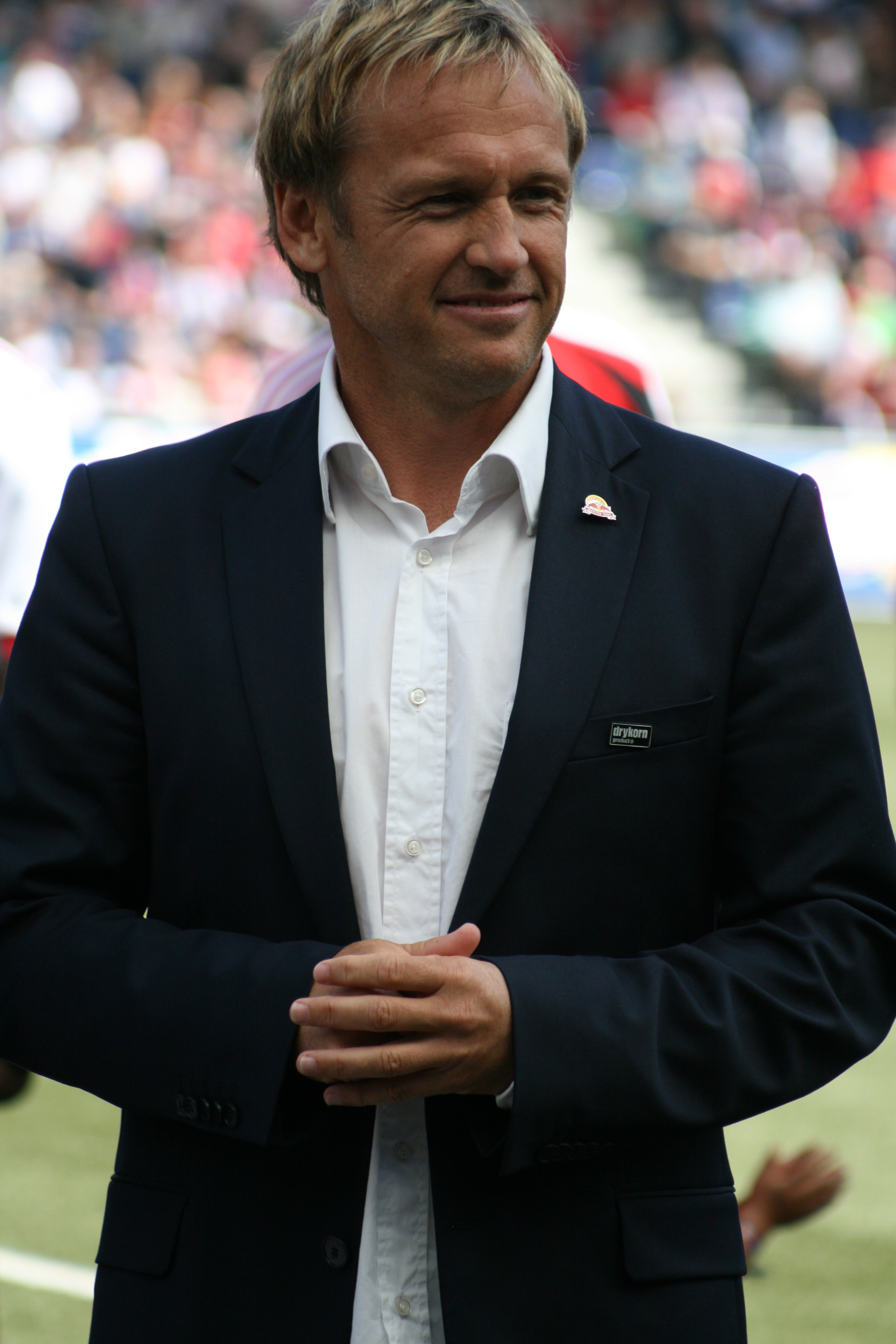
Міхаель Штрайтер у 2009 році.

Загалом протягом кар'єри у національній команді провів у її формі 34 матчі, забивши 1 гол.

## Кар'єра тренера
По завершенні кар'єри гравця залишився у «Ваттенсі» очоливши тренерський штаб клубу, але вже влітку 2002 року на основі цього клубу була утворена нова команда «Ваккер-Тіроль», в якій Штрайтер і продовжив роботу, тренуючи її до літа 2003 року.
Перед сезоном 2005/06 він очолив клуб другого дивізіону «Альтах», з яким у першому ж сезоні посів 1 місце і вийшов до Бундесліги. Втім у вищому дивізіоні команда боролась за виживання і ще до завершення сезону 24 квітня 2007 року Міхаель покинув клуб.
25 червня 2007 року Міхаель Штрайтер обійняв посаду тренера резервної команди «Ред Булл». В першій половині сезону його команда перебувала в середині таблиці другого австрійського дивізіону з дев'ятьма перемогами, трьома нічиїми та вісьмома поразками, після чого 10 січня 2008 року Штрайтера було переведено до першої команди на посаду помічника нового головного тренера Джованні Трапаттоні. Після звільнення італійця Міхаель залишався асистентом і у наступного наставника, Ко Адріансе, покинувши команду в червні 2009 року, після того як не схотів продовжувати контракт.
2010 року Штрайтер недовго очолював аматорський клуб «Фольдерс», а 26 жовтня 2010 року став головним тренером «Горна» з Регіональної ліги. У 2012 році з цим клубом вийшов у Першу лігу, вигравши групу Ост, після чого зумів зберегти прописку команді у другому за рівнем дивізіоні країни. посівши 6 місце у сезоні 2012/13. «Ваккер» (Інсбрук), а також входив до тренерського штабу клубу «Ред Булл II».
27 грудня 2013 року Штрайтер очолив «Ваккер» (Інсбрук), але не зумів врятувати команду від вильоту, посівши останнє 10 місце у Бундеслізі 2013/14. Втім у і другому дивізіоні справи у команди Міхаеля йшли недуже вдало, тому після чотирьох поразок поспіль, коли команда набрала лише (18 очок у 15 іграх, відстаючи на 15 очок від лідера) клуб звільнив Штрайтеа 21 жовтня 2014 року.

## Титули і досягнення
- Чемпіон Австрії (2):

«Сваровскі-Тіроль»: 1988/89, 1989/90
- Володар Кубка Австрії (2):

«Сваровскі-Тіроль»: 1987/88
«Ваккер» (Інсбрук): 1992/93